# Albatros à cape blanche
Thalassarche cauta · Albatros timide
Espèce
Synonymes
- Diomedea cauta Gould, 1841
(protonyme)

Statut de conservation UICN

 NT  : Quasi menacé
L'Albatros à cape blanche ou Albatros timide (Thalassarche cauta) est une espèce d'oiseaux de mer de la famille des Diomedeidae.

## Description

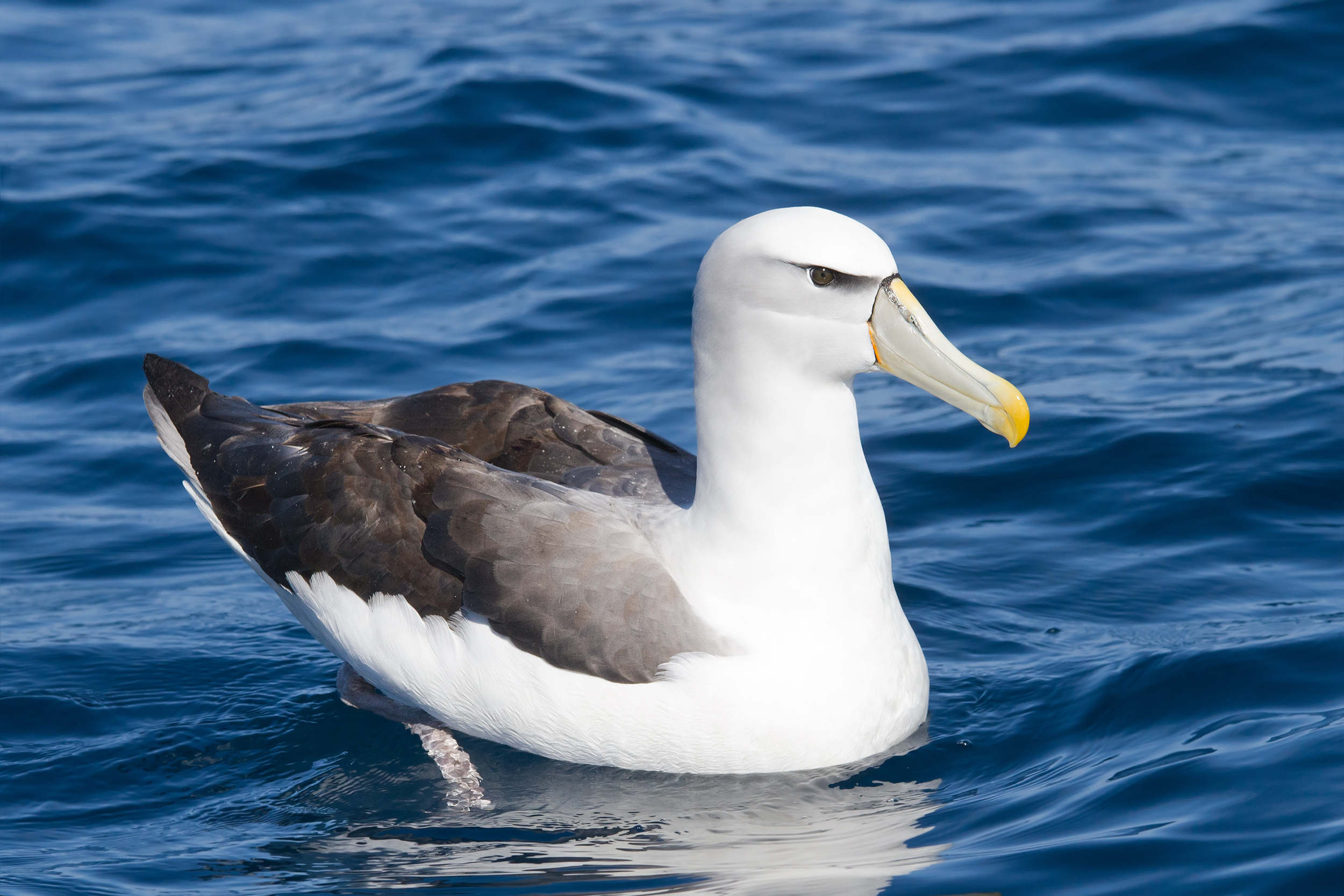

Cet albatros pèse de 3,2 à 5,1 kg pour une longueur d'environ 99 cm et une envergure de 198 à 260 cm.
Il s'agit de l'espèce la plus imposante du groupe des "petits" albatros  aux parties supérieures sombres contrastant avec le croupion blanc et à la queue sombre, courte et arrondie.
Le dessous des ailes est blanc avec une bordure sombre bien délimitée. Sa tête est blanche avec une zone grise en arrière de chaque œil souligné par une tache noire. Le bec long et massif est gris à pointe jaunâtre.
L'immature diffère de l'adulte par la tête grise et le bec gris clair à pointe noire.

## Répartition
L'Albatros timide niche sur Auckland, les Antipodes et en Tasmanie (Mewston, Pedra Branca et Île Albatross).

## Alimentation
Cet oiseau se nourrit de poissons et de crustacés.

## Sous-espèces
D'après la classification de référence (version 14.1, 2024) de l'Union internationale des ornithologues, l'Albatros à cape blanche possède 2 sous-espèces :
- Thalassarche cauta cauta, (Gould, 1841) ;
- Thalassarche cauta steadi, Falla, 1933 .

La sous-espèces T. c. cauta possède un bec relativement pâle aux reflets jaunes accentués. La sous-espèce T. c. steadi est plus imposante que la précédente.
L'albatros de Salvin (Thalassarche salvini), longtemps considéré comme une sous-espèce de l'albatros à cape blanche, est considéré comme une espèce à part entière, depuis le milieu des années 1990.

## Galerie

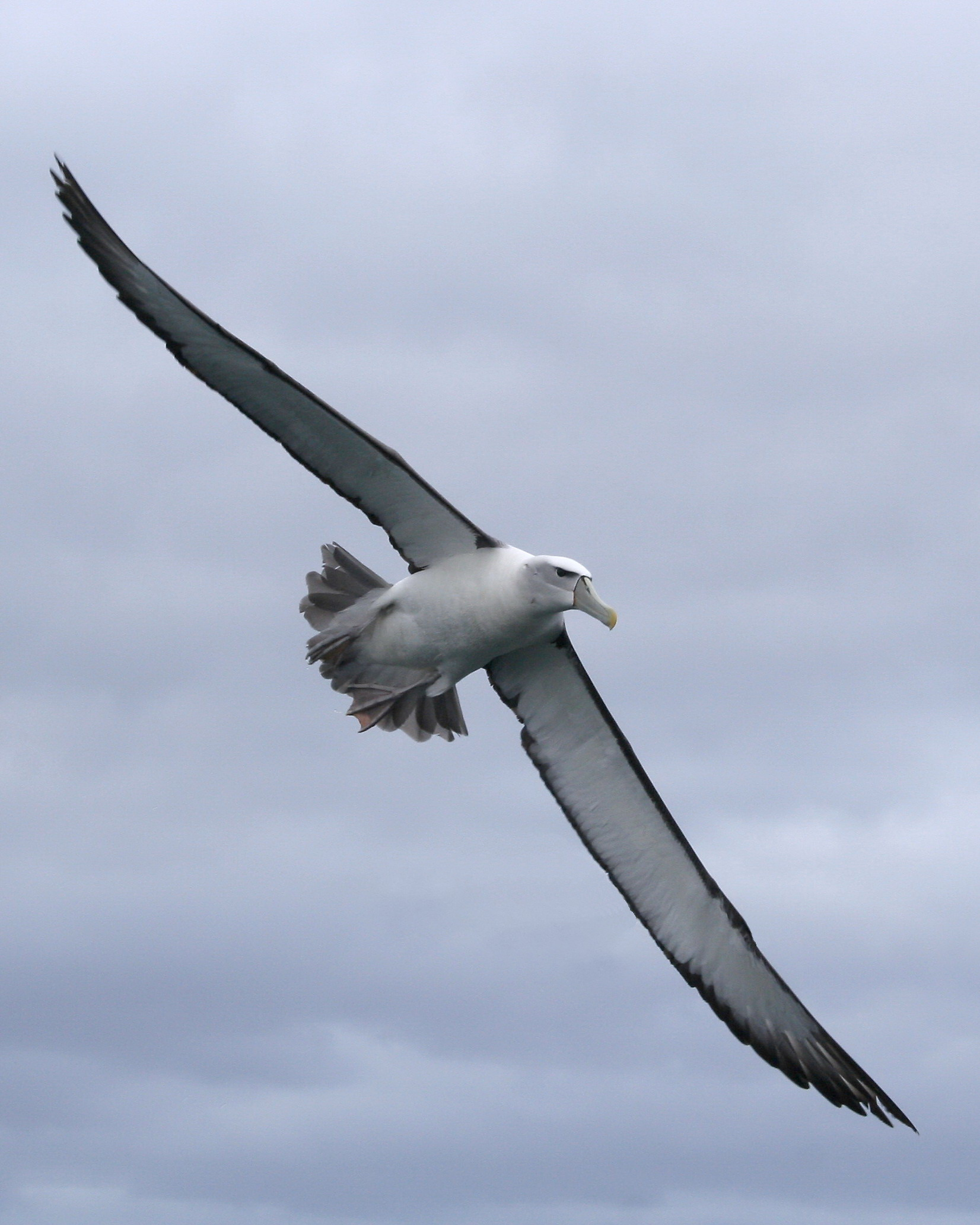
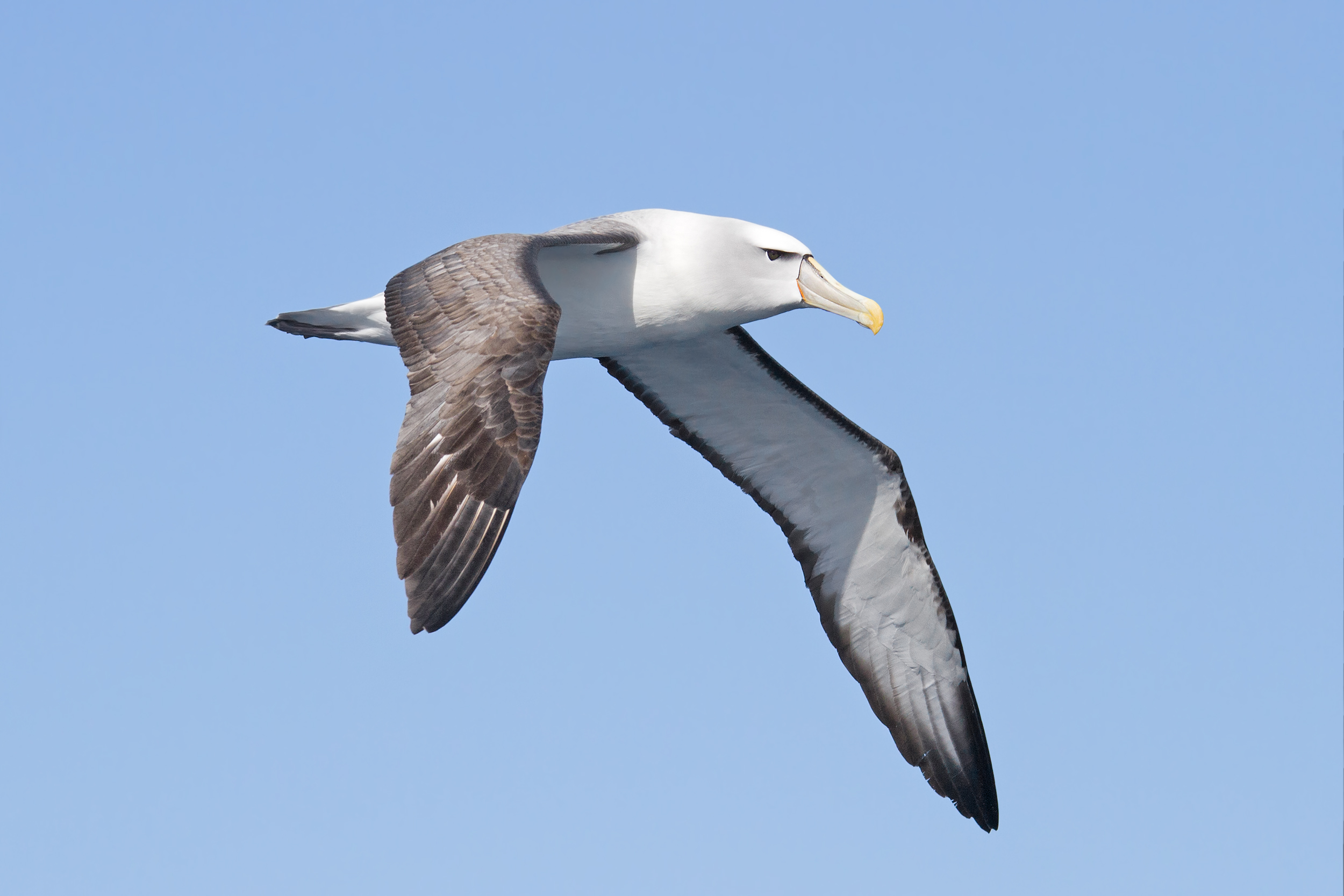
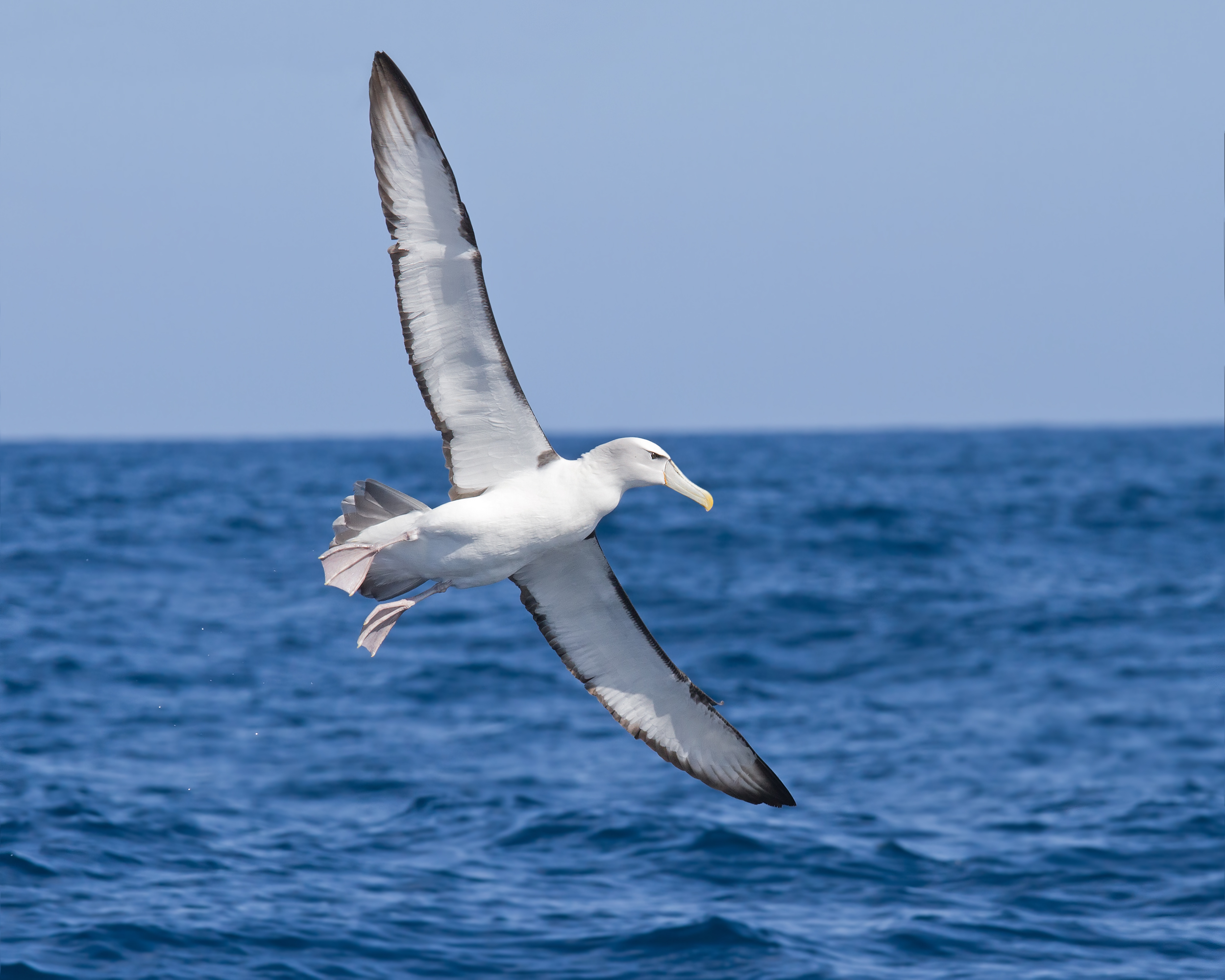
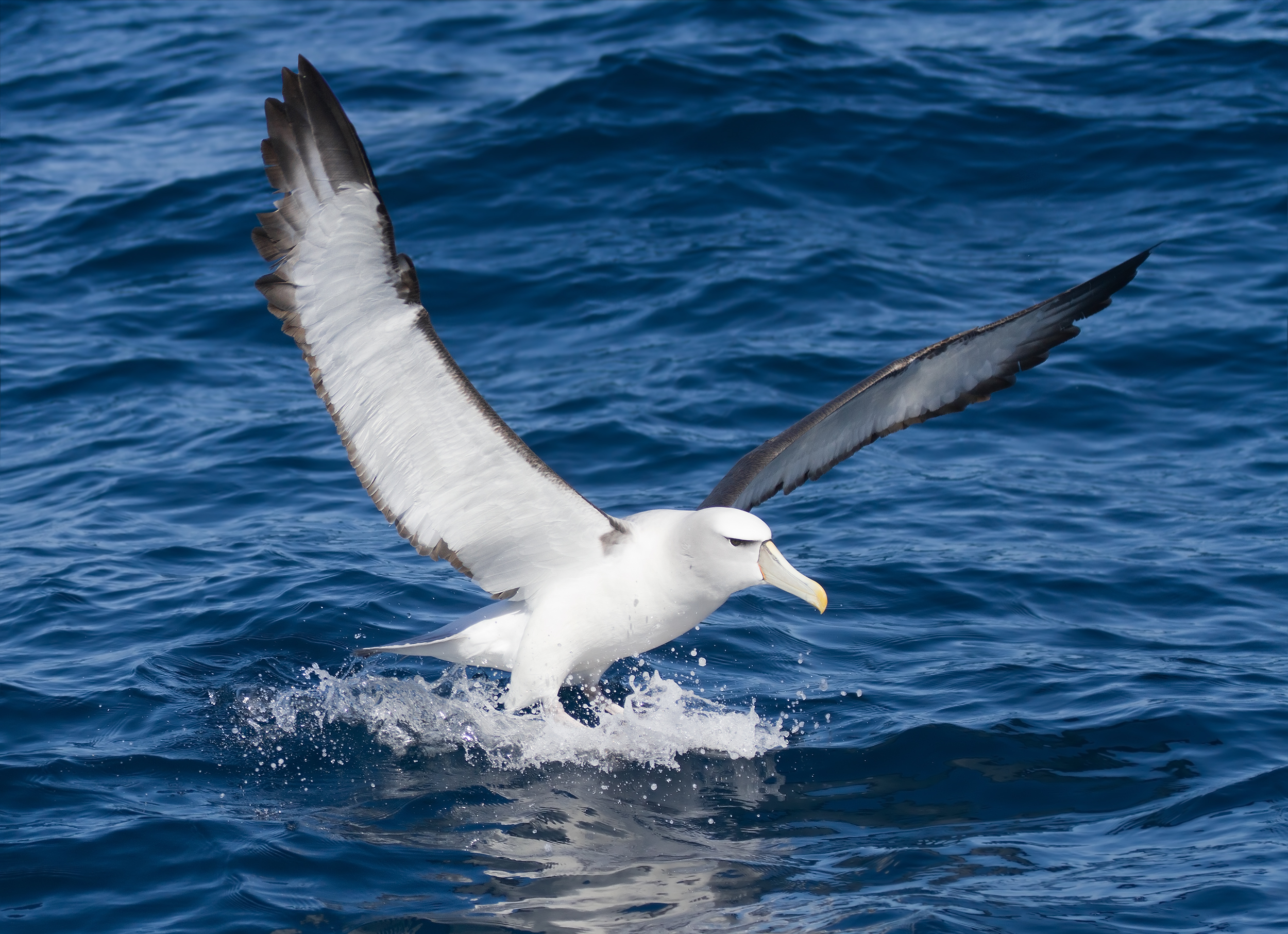
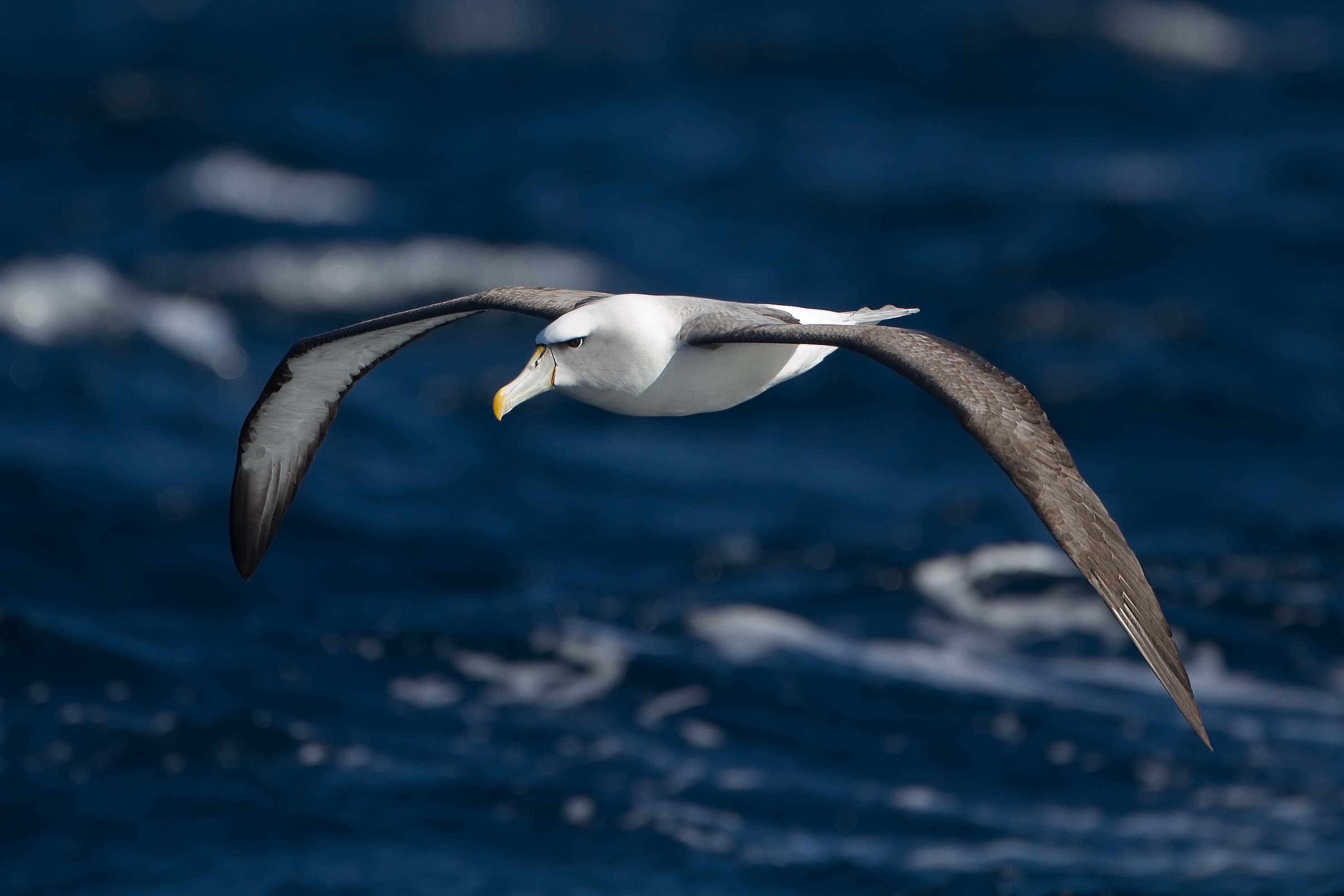
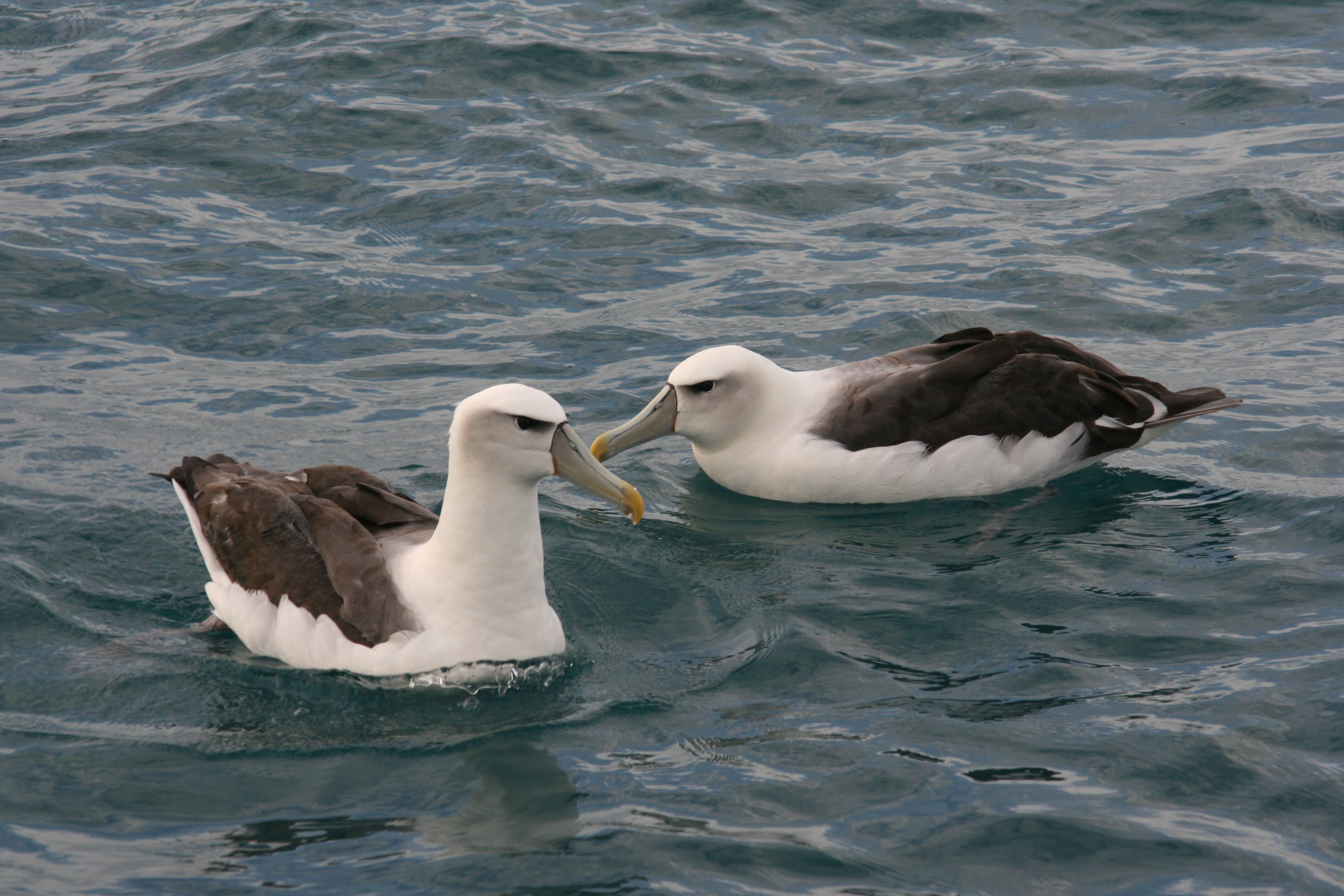
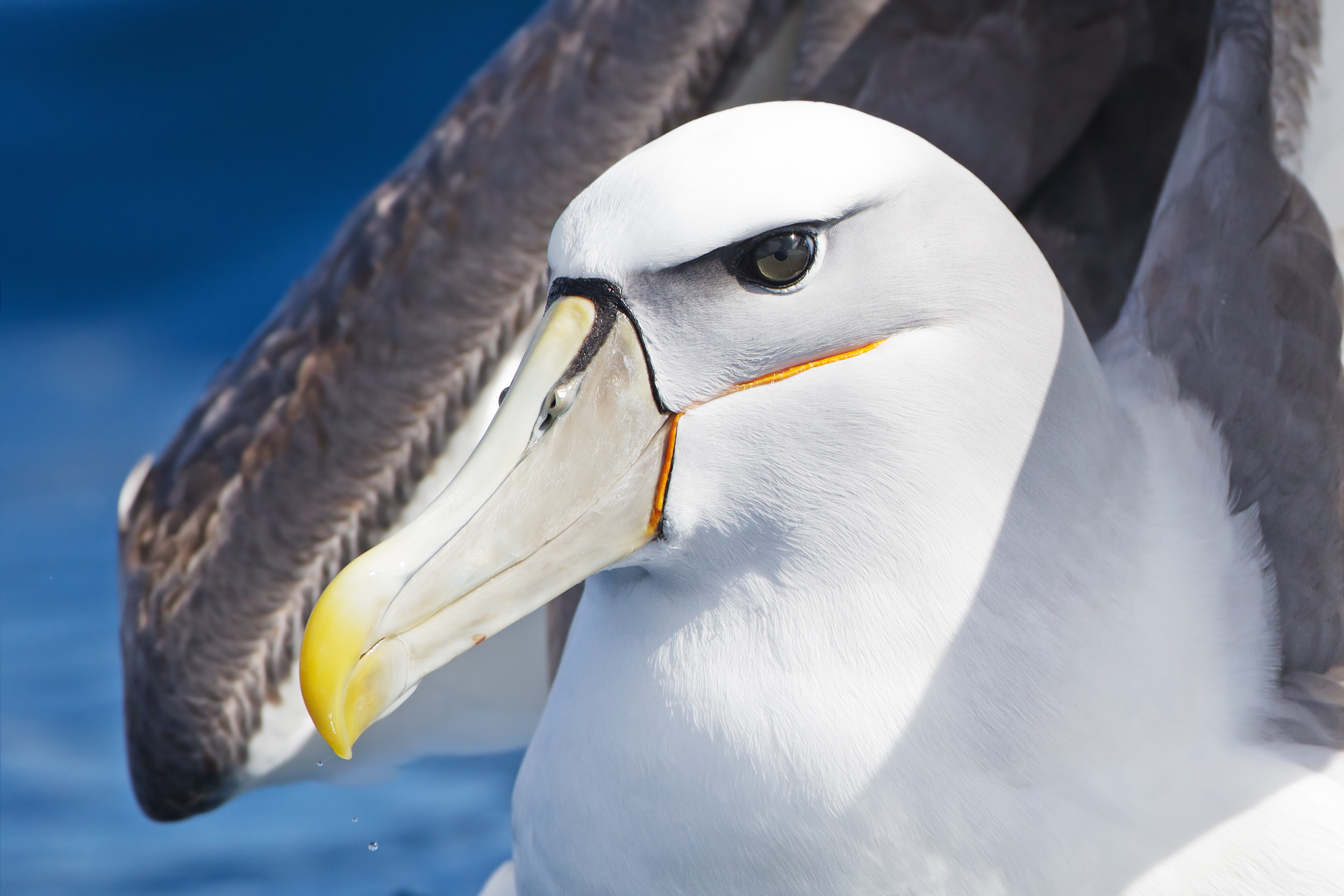

### Photos et vidéos
- Photos comparatives des crânes de Thalassarche chrysostoma, Thalassarche melanophris, Thalassarche cauta steadi et Phoebetria fusca sur le site Seabird Osteology Pages